# Associação Recreativa Desportiva Vilamaiorense
A Associação Recreativa Desportiva Vilamaiorense é um clube desportivo português, fundado na freguesia de Vila Maior no ano de 1988, por António Topa.
O clube actualmente dispõe das modalidades de futebol de formação e futsal feminino, com equipas na primeira e segunda divisões distritais.
Ao longo da sua história o clube arrecadou vários titulos do campeonato distrital de Aveiro, tendo conseguido formar jogadores para o futuro para clubes como SL Benfica, FC Porto, Boavista FC e actualmente CD Feirense.[carece de fontes?]
Também destacou-se no futsal feminino, tendo conquistado a chamada "dobradinha" na temporada de 2009/2010, ao vencer o Campeonato Distrital e a Taça de Aveiro. 